# Russelia retrorsa
Russelia retrorsa là một loài thực vật có hoa trong họ Mã đề. Loài này được Greene miêu tả khoa học đầu tiên năm 1888.